# Duke Nukem 3D
Duke Nukem 3D is een first-person shooter-computerspel voor MS-DOS. Het is ontwikkeld door 3D Realms en uitgegeven door Apogee Software. Het wordt gezien als het vervolg op Duke Nukem en Duke Nukem II. Deze derde versie kwam op 29 januari 1996 uit. De eerste twee delen waren 2D maar zoals de titel al aangeeft was dit zogenaamde derde deel driedimensionaal. Er is een kindvriendelijke optie aanwezig die al het bloed en naakt wegfiltert.

## Verhaal
Het spel speelt zich af in de toekomst (uit de graphics blijkt dat dit het jaar 2007 is). Hierin keert Duke Nukem terug in zijn ruimte-auto naar Los Angeles, hij is net teruggekeerd van het vernietigen van Dr. Proton in Duke Nukem 2.
Zodra Duke in de buurt van LA komt en probeert het Central Command te bereiken, krijgt hij een SOS-signaal door. Het blijkt dat aliens zijn begonnen met een invasie op de aarde.
Duke Nukems ruimte-auto wordt neergeschoten en Duke landt met zijn parachute op het dak van een gebouw. Dit is waar zijn gevecht tegen de aliens begint.

## Wapens
In tegenstelling tot de eerste twee delen heeft Duke Nukem in dit spel een groot arsenaal aan wapens. Ze staan hier op volgorde gesorteerd.
- Mighty Foot: als Duke geen munitie meer heeft gaat hij schoppen. In Duke Nukem 3D versie 1.3 zat er een bug in het spel waardoor Duke met allebei zijn voeten tegelijk kon schoppen.
- Pistol: het simpelste wapen: Dukes pistool. Hiermee kan hij 12 kogels per magazijn afschieten op de vijanden. Maximaal aantal kogels is 200, extra munitie zijn magazijnen van 12 kogels.
- Shotgun: een geweer is een stuk effectiever tegen de vijanden omdat het 6 kogels tegelijkertijd afvuurt. Maximaal aantal schoten is 50, extra munitie zijn magazijnen van 10 schoten.
- Chaingun: dit wapen vuurt razendsnel kogels af. Elke kogel veroorzaakt ongeveer evenveel schade als een pistoolschot. Maximummunitie is 200 kogels, extra munitie wordt gevonden in doosjes met 50 kogels.
- RPG (Rocket Propelled Grenade): dit is het zwaarste wapen: het vuurt grote raketten af als een bazooka. Maximummunitie is 50 raketten, extra raketten worden gevonden in dozen met 5 raketten per doos.
- Pipe Bomb: dit is een soort granaat, maar in de vorm van een pijpje. Met een afstandsbediening zijn alle gegooide pipe bombs te detoneren. Maximummunitie is 50 werpbommen, extra bommen worden gevonden in dozen van 5 bommen per doos.
- Shrinker: de shrinker laat een vijand krimpen zodat deze vertrapt kan worden. De Protector Drone (Vijand alleen in Atomic Edition), de Tank en de Turret zijn immuun voor het krimpende effect. Maximummunitie is 50 schoten, extra munitie in de vorm van groene dingen, 5 schoten per 'ding'.
- Microwave Expander: de Microwave Expander laat een vijand zo groot groeien dat hij ontploft. Dit wapen komt alleen voor in de Atomic-versie van het spel. Maximaal aantal schoten is 50, extra munitie wordt gevonden in de vorm van kleine antennepakjes, 5 schoten per pakje.
- Devastator: vuurt sneller raketten af dan de RPG, maar de raketten zijn ook kleiner. Maximummunitie is 99 raketten, extra raketten worden gevonden in kleine doosjes, 15 raketten per doos.
- Laser Trip Bomb: op de muur plaatsbaar. Het heeft een laseroogje dat bewegingen detecteert. Als iemand door de laser heen loopt, explodeert de bom. Maximaal aantal bommen is 10, ze worden los gevonden.
- Freezethrower: dit wapen schiet ijskristallen af en bevriest de vijanden. Hierdoor kunnen ze doodgetrapt worden. Maximummunitie is 99 ijskristallen, extra munitie wordt gevonden in gele doosjes met 25 kristallen.

## Vijanden
- Assault Trooper / Assault Captain: een hagedis-achtig wezen dat rode vuurballen naar de speler schiet. De captain kan zichzelf ook teleporteren
- Pig Cop: een zwijn in een politiepak, de gemuteerde politie van Los Angeles (LAPD) Hij schiet naar de speler met een shotgun. Als hij dood gaat, laat hij soms zijn shotgun of zijn harnas vallen.
- Enforcer: een mengeling van een hond, stier en kangoeroe. Kan erg hoog springen en heeft een minigun. Laat als hij dood gaat soms een chaingun achter of kogels voor de chaingun.
- Pig Cop Tank: een zwijn in een tank met 4 kanonnen. Schiet granaten en lasers. Kan tegen ruim 3 RPG-raketten, maar er is ook een zelfvernietigingsknop aan de achterkant van de tank die de tank in een keer opblaast. Alleen in the Atomic-editie.
- Recon Patrol Vehicle: een zwijn in een soort vliegtuigje, wordt maar in een paar levels gebruikt. Kan maar tegen 2 shotgun-schoten, maar als hij kapotgaat komt er altijd een zwijn uit. Gebruikt dezelfde lasers als de Lizard Trooper als wapen.
- Octabrain: een op een octopus lijkende vijand met enorme hersenen, die vooral in waterachtige gebieden te vinden is. Heeft als langeafstandswapen een soort energie-schot, voor aanvallen dichterbij kan hij bijten. Kan tegen 3 shotgun-schoten.
- Protozoid Slimer: een vijand die ook wel in een ei te vinden is. De slimer is een soort groene drab die als aanval op Duke Nukems gezicht kruipt en probeert Dukes gezicht kapot te bijten. Dit zijn de zwakste vijanden van het spel, ze kunnen zelfs al doodgaan door een vallende pijpbom. Ze zijn ook de kleinste en meest elastische vijanden in het spel, hierdoor zitten ze vaak in ventilatieschachten en dergelijke.
- Protector Drone: een vrij grote vijand die als aanval een Shrinker-aanval kan uitvoeren voor langere afstanden, van dichtbij slaat hij de speler met zijn klauwen. Is vrij sterk, 2 RPG raketten zijn nodig om hem te doden, en hij is immuun voor Shrinkray schoten. Alleen in de Atomic Edition.
- Sentry Drone: een grijs gevaarte dat als aanval een soort kamikaze-actie uitvoert op Duke Nukem.
- Assault Commander: een vet monster dat in een band zweeft. Hij is bewapend met raketten. Kan tegen 2 RPG raketten, als hij doodgaat laat hij heel soms een kist met RPG-raketten vallen. Hij kan vliegen.
- Battlelord: de eindbaas van episode 1, deze vijand heeft een granaatwerper en een machinegeweer. Hij verschijnt ook in andere episodes als minibaas.
- Overlord: de grote vijand aan het eind van episode 2. Is bewapend met een soort Devastator.
- Cycloid Emperor: de eindbaas van episode 3. Heeft een hele hoop verschillende wapens: machinegeweer, een Devastator die RPG-raketten schiet, een soort Octabrain-energie aanval die 8 'energiestralen' afvuurt en hij kan de speler, net als alle andere baasvijanden vermoorden door over Duke Nukem heen te lopen.
- The Queen: de eindbaas van de episode The Birth van de Atomic Edition, deze eindbaas wordt bevochten in een onderwater-tempel. Als aanvallen kan ze het hele gebied elektrocuteren, ze kan nieuwe Protector Drones maken en ze kan de speler doden door erover te lopen.

## Geschiedenis
- 1996 - januari - Het spel werd uitgebracht.
- 1996 - november - Een speciale versie, de Atomic Edition, werd uitgebracht. De Plutonium PAK werd ook uitgebracht om de oude versie naar Atomic te upgraden. Eind 1996 kwam er een nieuwe update uit voor Duke Nukem Atomic.
- 2000 - EDuke werd uitgebracht. Dit is een uitgebreide versie van het originele spel die verschillende fouten zou moeten repareren.
- 2001 - De Plutonium PAK werd uit de verkoop gehaald.
- 2003 - De broncode van Duke Nukem 3D werd uitgebracht.
- 2004 - JFDuke wordt gestart. Dit is een Windows-conversie van Duke Nukem.
- 2005 - Een High Resolution Pack wordt gemaakt voor het spel. Dit betekent hogeresolutieafbeeldingen en 3D-modellen.

## Platforms
| Jaar | Platform                                                     |
| ---- | ------------------------------------------------------------ |
| 1996 | DOS                                                          |
| 1997 | Game.Com, PlayStation, SEGA Saturn                           |
| 1998 | Sega Mega Drive                                              |
| 2008 | Xbox Live Arcade (Xbox 360)                                  |
| 2009 | iPhone                                                       |
| 2010 | iPad                                                         |
| 2011 | Android, BlackBerry                                          |
| 2013 | Steam (Windows, Linux, OS X)                                 |
| 2015 | PlayStation 3, PS Vita                                       |
| 2016 | Playstation 4, Xbox One, Steam (20th Anniversary World Tour) |

## Trivia
- De Amerikaanse metalband Megadeth heeft de soundtrack gecoverd
- De bekendste veelgebruikte uitspraak van Duke Nukem is 'Come get some'
- Het spel is opgenomen in het boek 1001 Video Games You Must Play Before You Die van Tony Mott.